# Luc Turmes
Luc Turmes (* 12. Januar 1957 in Esch/Alzette  Luxemburg) ist ein luxemburgischer Facharzt für Psychiatrie und Psychotherapie, Psychosomatische Medizin und Psychoanalytiker. Er war von 2002 bis 2023 Ärztlicher Direktor der LWL-Klinik in Herten. Turmes ist Experte auf dem Gebiet der Peripartalpsychiatrie und der Mutter-Vater-Kind-Bindungsstörungen.

## Leben
Turmes studierte Humanmedizin von 1976 bis 1982 an den Cours universitaires de Luxembourg und der Rheinischen Friedrich-Wilhelms-Universität Bonn. Am 8. August 1985 erfolgte die Promotion an der Neurologischen Klinik der Rheinischen Friedrich-Wilhelms-Universität zu dem Thema Visuell evozierte Potentiale. Die Bedeutung paramedianer Ableitungen zur Verbesserung der MS-Diagnostik. 1983 bis 1984 war er ärztlich in Geburtshilfe, Gynäkologie und Allgemeinmedizin tätig und erhielt die Anerkennung als Arzt für Allgemeinmedizin in Luxemburg. Von 1984 bis 1991 war er in der Neurologie, Psychiatrie und Psychosomatischen Medizin im Rheinland tätig und erwarb die Anerkennungen als Facharzt für Psychiatrie und Psychotherapie, Psychosomatische Medizin, Psychoanalyse und Forensische Psychiatrie. Von 1998 bis 2001 war Turmes Chefarzt einer allgemeinpsychiatrischen Abteilung an der LWL-Klinik Dortmund, von 2001 bis 2002 kommissarischer Ärztlicher Direktor der LWL-Klinik Marsberg und von 2002 bis 2023 Ärztlicher Direktor der LWL-Klinik Herten. Seitdem ist Turmes in privatärztlicher Praxis niedergelassen.
Turmes ist verheiratet, hat zwei Kinder und vier Enkelkinder. Er ist luxemburgischer Staatsbürger.

## Wissenschaftlicher und politischer Beitrag
Im Jahre 1999 gründete Turmes, zu dem Zeitpunkt Chefarzt der Abt. Allgemeine Psychiatrie III der LWL-Klinik Dortmund, in seiner Abteilung eine kleine Rooming-in-Abteilung mit 3 Betten, um postpartal psychisch erkrankte Mütter mit ihren Säuglingen gemeinsam aufzunehmen und insbesondere auch die häufig gestörte Mutter-Kind-Bindung mit zu behandeln.
Psychische Erkrankungen nach der Geburt sind sehr häufig (z. B. postpartale Depressionen bei 15 % aller Mütter). Die mütterliche Erkrankung führt vielfach dazu, dass die Beziehung/Bindung zum Baby gestört ist mit der Folge entsprechender Gedeih- und Bindungsstörungen bei den Säuglingen. Obwohl in der NAKO Gesundheitsstudie – Deutschlands größter Langzeitstudie zur Erforschung von Volkskrankheiten – eindeutig nachgewiesen wird, dass Kindheitstraumata zu einer hochsignifikanten Erhöhung von psychischen und somatischen Erkrankungen im Erwachsenenalter führen und diese Zusammenhänge umso stärker hervortreten, je jünger die Teilnehmer sind, obwohl also die wissenschaftliche Evidenz bezüglich der Effektivität einer gemeinsamen Behandlung von Mutter und Säugling im psychiatrischen Krankenhaus sowohl unter Behandlungsaspekten wie auch unter (volkswirtschaftlichen) Kosten-Nutzen-Aspekten beeindruckend gut ist, ist der Bedarf an Mutter-Kind-Einheiten (MKE) in Deutschland im Jahre 2024 nur zu knapp 20 % gedeckt. Ursächlich ist die bis heute fehlende adäquate Finanzierung durch die Krankenkassen: Wegen den hohen zusätzlichen Personalkosten für die Behandlung der oft gestörten Mutter-Kind-Bindung entstand im Jahre 2020 pro Behandlungsfall und -tag eine Unterdeckung von ca. 300,00 €. Um den langfristigen Bestand der MKE finanziell abzusichern, überzeugte Turmes im Jahre 2000 engagierte Mitstreiter, den Förderverein „Bei Aller Liebe – Verein der Freundinnen/Freunde und Förderinnen/Förderer der psychiatrisch-psychotherapeutischen Mutter-Kind-Behandlung im Ruhrgebiet e.V.“ zu gründen. „Bei Aller Liebe“ gelang es, Kontakt zur Firma Johnson & Johnson (The Mother-Baby-Company) herzustellen, die in den ersten drei Jahren im Rahmen ihres Programmes „corporate social responsibility“ dem Förderverein jährlich 6‑stellige Eurosummen zukommen ließ und so einen auch finanziell erfolgreichen Start von „Bei Aller Liebe“ ermöglichte.
Nachdem Turmes im Jahr 2002 zum Ärztlichen Direktor der LWL-Klinik Herten berufen wurde, ein Fachkrankenhaus zuständig für die psychiatrische Pflichtversorgung überwiegend des Kreises Recklinghausen, eröffnete er im Frühjahr 2003 in seiner Klinik eine Mutter-Kind-Einheit (MKE) mit 8 Betten, 2 tagesklinischen Plätzen und einer großen Mutter-Kind-Spezialambulanz; diese MKE ist die größte und bisher – abgesehen von wenigen Rooming-in-Plätzen – auch die einzige in ganz NRW (Stand März 2025). Das zu stemmende Defizit der MKE betrug nun pro Jahr ca. 900.000,00 €. Dies überstieg natürlich deutlich die finanziellen Möglichkeiten des Fördervereins. Durch einen Strategiewechsel in Richtung Öffentlichkeitsarbeit (u. a. zeigte der ZDF-Sendeplatz „37°“ am 10. Oktober 2006 den Film: „Kein Gefühl fürs Baby – wenn Mütter nicht lieben können“) und dezidierter Lobby-Arbeit (u. a. eine Schlagzeile des Fördervereins in den regionalen Printmedien: „AOK – die Gesundheitskasse – bezahlt nicht die Mutter-Kind-Behandlung!“), gelang im Jahre 2011 der Durchbruch: In der Budgetverhandlung konnte für die Versorgung der Säuglinge eine Sonderfinanzierung seitens der Krankenkassen erreicht werden, so dass seitdem die Personalkosten der MKE Herten auskömmlich finanziert sind. 
In der Folge engagierte sich Turmes im Rahmen der Vorstandsarbeit der Marcé Gesellschaft und des Referats Familienpsychiatrie der Deutschen Gesellschaft für Psychiatrie und Psychotherapie, Psychosomatik und Nervenheilkunde e.V. (DGPPN) auf der GKV-strukturpolitischen Ebene dafür, dass MKEs im Katalog Pauschalierte Entgelte in Psychiatrie und Psychosomatik (PEPP-Katalog) und eine entsprechende Position „Vater-Mutter-Kind“ im Operationen- und Prozedurenschlüssel-Katalog (OPS-Katalog) des Deutschen Instituts für Medizinische Dokumentation und Information (DIMDI) bundesweit eingeführt wurden. Nach der Kalkulation der Daten des Jahres 2012 durch das Institut für das Entgeltsystem im Krankenhaus (InEK) wurde die erste Berücksichtigung der Mutter-Kind Behandlung im PEPP-Katalog 2014 vorgenommen, die jedoch nur zu einer Erlössteigerung von € 30,00 pro Mutter-Kind-Dyade (Mutter-Kind-Zweierbeziehung) und Behandlungstag führte.
Deswegen wurde Turmes Anfang 2020 Gründungsmitglied eines bundesweit agierenden Kooperationsnetzwerkes aus Marcé Gesellschaft, Schatten & Licht, DGPPN, Deutsche Gesellschaft für Psychologie (DGPs), Deutsche Gesellschaft für Systemische Therapie, Beratung und Familientherapie (DGSF) und Bundesverband für Erziehungshilfe e.V. (AFET), das sich zum einen das Ziel gesetzt hat, die Ergebnisse der im Auftrag des Deutschen Bundestages eingesetzten Arbeitsgruppe „Kinder psychisch und suchtkranker Eltern“ über die Politik umzusetzen, zum andern verbandsübergreifend (Familienpsychiatrie, Familienpsychologie und syst. Familientherapie) die seelische Gesundheit von Säuglingen, Kindern und Jugendlichen gegenüber der Bundespolitik zu vertreten. Nach zahlreichen parteiübergreifenden Gesprächen mit Bundestagsabgeordneten erfolgte eine Einladung einzelner Mitglieder des Aktionsbündnisses als Experten zum Fachgespräch des Ausschusses für Familie, Senioren, Frauen und Jugend und des Ausschusses für Gesundheit zum Thema: Verbesserung der Situation von Kindern und Familien mit psychisch- und suchtkranken Eltern am 14. Dezember 2022 in Berlin. Im Expertengespräch zeigte Turmes eine Möglichkeit für die zukünftige realistische Finanzierung der MKE auf: Da die frühe Behandlung der Bindungs- und Regulationsstörungen bei den Säuglingen die exzellente primärpräventive Behandlungsmöglichkeit im Bereich der Psychiatrie und Psychotherapie schlechthin ist, kann die anstehende Reform des Präventionsgesetzes dazu genutzt werden, eine adäquate Finanzierung der MKE in der Bundesrepublik zu sichern.

## Mitgliedschaft in wissenschaftlichen Vereinigungen
- Seit 2004: Mitglied im Vorstand (assoz. Mitglied, Schatzmeister, Schriftführer, 2. Vorsitzender) der deutschsprachigen Marcé Gesellschaft für peripartale psychische Erkrankungen e.V.
- Seit 2019: 1. Vorsitzender der Marcé Gesellschaft
- Seit 2019: Stellvertretender Leiter des Referats Frauen- und Männergesundheit, Familienpsychiatrie und -Psychotherapie der DGPPN

## Ehrungen und Auszeichnungen
- Verdienstkreuz am Bande des Verdienstordens der Bundesrepublik Deutschland für wissenschaftliches und politisches Engagement im Bereich der Peripartalpsychiatrie (8. April 2024)[6]
- Sonderpreis des Berliner Gesundheitspreises „Gesundheit gerecht gestalten“ des AOK-Bundesverbandes und der Ärztekammer Berlin für SGB-übergreifende familienorientierte Versorgung für von psychischen und Suchterkrankungen betroffenen Familien (21. Juni 2023)
- DGPPN-Antistigma-Preis 2012 – Förderpreis zur Entstigmatisierung psychischer Erkrankungen an das Projekt „Theater machen in der Psychiatrie“ der LWL-Kliniken Bochum und Herten in Kooperation mit dem Schauspielhaus Bochum und den Ruhrfestspielen Recklinghausen (November 2012)

## Publikationen
- L. Turmes (Hrsg.): Das psychiatrische Fachkrankenhaus zu Beginn des 21. Jahrhunderts. PsychoGen Verlag, Dortmund 2003. ISBN 3-9807697-6-3
- L. Turmes (Hrsg.): Gender Mainstreaming im psychiatrischen Fachkrankenhaus: Eine erste Annäherung. PsychoGen Verlag, Dortmund 2005. ISBN 3-938001-03-8
- L. Turmes: Angststörungen in Schwangerschaft und Postpartum. In: Hartmut Reinbold, Hans-Jörg Assion (Hrsg.): Anxiolyticum. Kompaktwissen über Angststörungen und Therapieoptionen. PsychoGen Verlag Dortmund 2012, ISBN 978-3-938001-08-0, S. 121–138.
- L. Turmes: Historische Entwicklung und Bedarfssituation. In: S. Wortmann-Fleischer, R. von Einsiedel, G. Downing (Eds.): Stationäre Eltern-Kind-Behandlung. Ein interdisziplinärer Leitfaden. Kohlhammer-Verlag, Stuttgart 2012, ISBN 978-3-1702-1607-5, S. 11–28.
- L. Turmes: Psychoanalyse und Theater – zur psychoanalytisch orientierten Theatertherapie im psychiatrischen Fachkrankenhaus. In: I. Uhl, S. Anklam, S. Echterhoff, T. Klare (Hrsg.): Theater in der Psychiatrie. Von Verwandlungen, Wagnissen und heiterem Scheitern. Mit Geleitworten von Georg Juckel und Luc Turmes. Schattauer Verlag, Stuttgart 2016. ISBN 978-3-7945-3148-6, S. 47–60.